# Isaura
Isaura (en llatí Isaura, en grec antic Ἴσαυρα) era una ciutat de l'Àsia Menor, capital d'Isàuria i situada al sud-oest del país. Era una ciutat rica, poblada i ben fortificada i es trobava al peu de les muntanyes del Taure.
No se'n sap res de la història anterior, però Diodor de Sicília diu que quan Perdicas d'Orèstia regent de Macedònia la va assetjar després de la mort d'Alexandre el Gran, els habitants no van poder resistir l'atac i van incendiar la ciutat que va quedar arrasada, i hi van morir tots. Els macedonis van trobar grans quantitats d'or entre les cendres i les ruïnes de la ciutat.
La ciutat va ser reconstruïda, però un altre cop va ser destruïda l'any 48 aC pel cònsol Publi Servili Vàcia Isàuric. Després de la seva destrucció, segons Estrabó, la van cedir a Amintes de Galàcia que va construir, amb les pedres que va treure de la ciutat cremada una nova ciutat a la rodalia, rodejada per una muralla, però no va viure per arribar a acabar-la.
Cap a l'any 265 un cap de la tribu dels isauris, Trebel·lià, es va apoderar de la ciutat i es va proclamar emperador romà, però un general egipci anomenat Causisoleus, al servei de l'emperador Gal·liè el va derrotar i el va matar, segons diu Trebel·li Pol·lió a la Historia Augusta. En temps d'Ammià Marcel·lí (segle iv) havia perdut tota la seva magnificència. El geògraf Hièrocles l'anomena Isauriòpolis i diu que era una ciutat de la província de Licaònia.
Al segle iv era seu d'un bisbe i es coneix el nom de tres bisbes: Teòfil, Sisamoas i Mamas. Encara de dos més es coneixen les dates (Hilari el 381, i Aetios el 451), i un tercer Callistratos era bisbe circa l'any 400.
S'han trobat ruïnes d'aquesta ciutat: la més antiga (coneguda per Isaura Palea) correspon amb tota probabilitat a Ulu Bunar on queden restes de les muralles; aquesta ciutat era en posició idònia per activitats de bandidatge dels isauris. A la ciutat de Dorla, prop de Konya, i no lluny d'Ulu Bunar, s'han trobat inscripcions gregues i cristianes que apunten que la segona Isaura (Isaura Nova) era aquesta ciutat, així com diverses tombes dels segles III, IV i V.